# Coenonympha gardetta
Coenonympha gardetta là một loài bướm thuộc họ Nymphalidae. Nó có thể sống trong các khu rừng ở độ cao 800 đến 2.900 m từ Massif miền trung đến Albania.

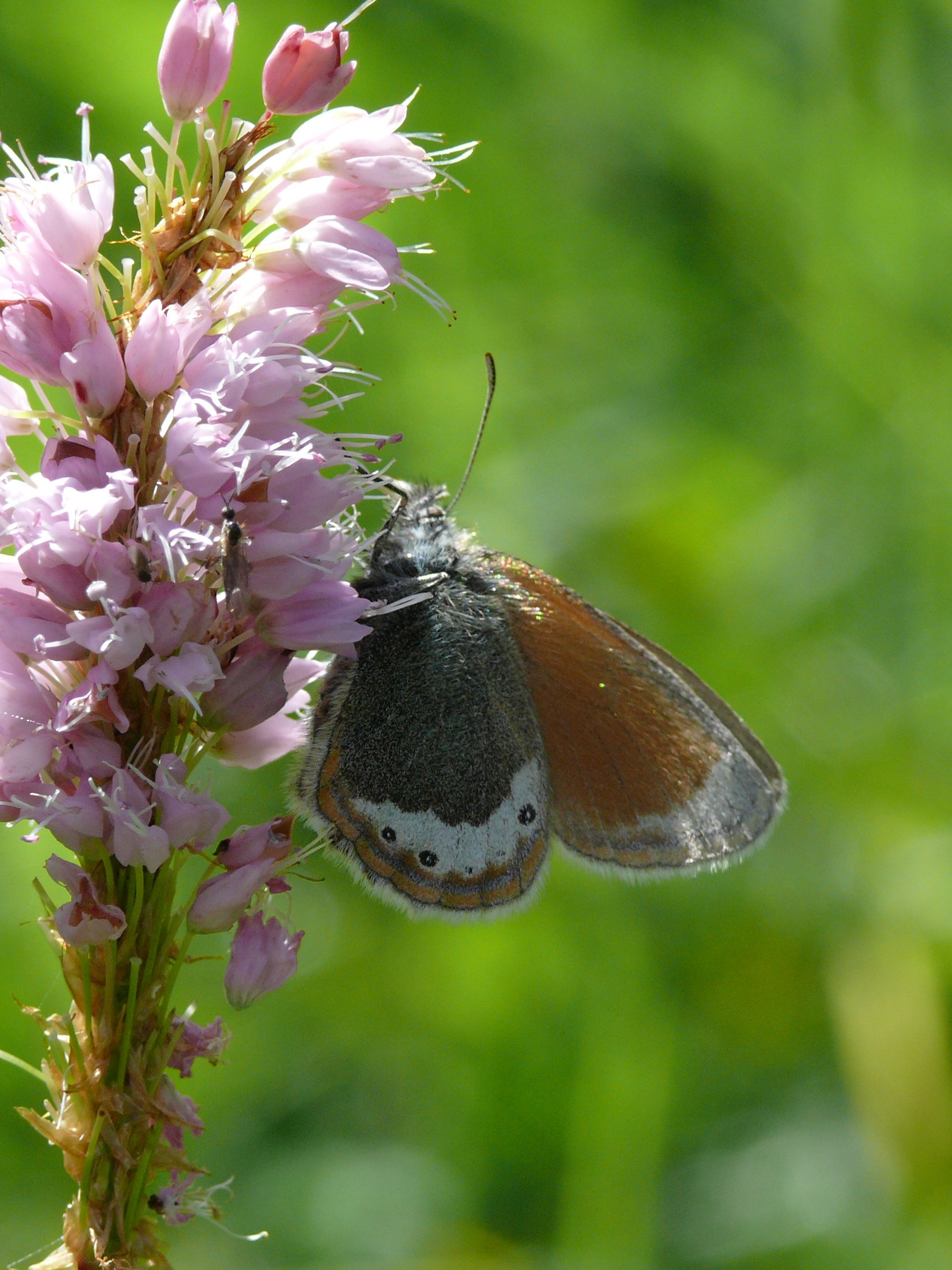

Chiều dài cánh trước là 15–16 mm. Con trưởng thành bay từ tháng 6 đến tháng 9. Có một lứa một năm.
Ấu trùng ăn nhiều loại cỏ.

## Hình ảnh

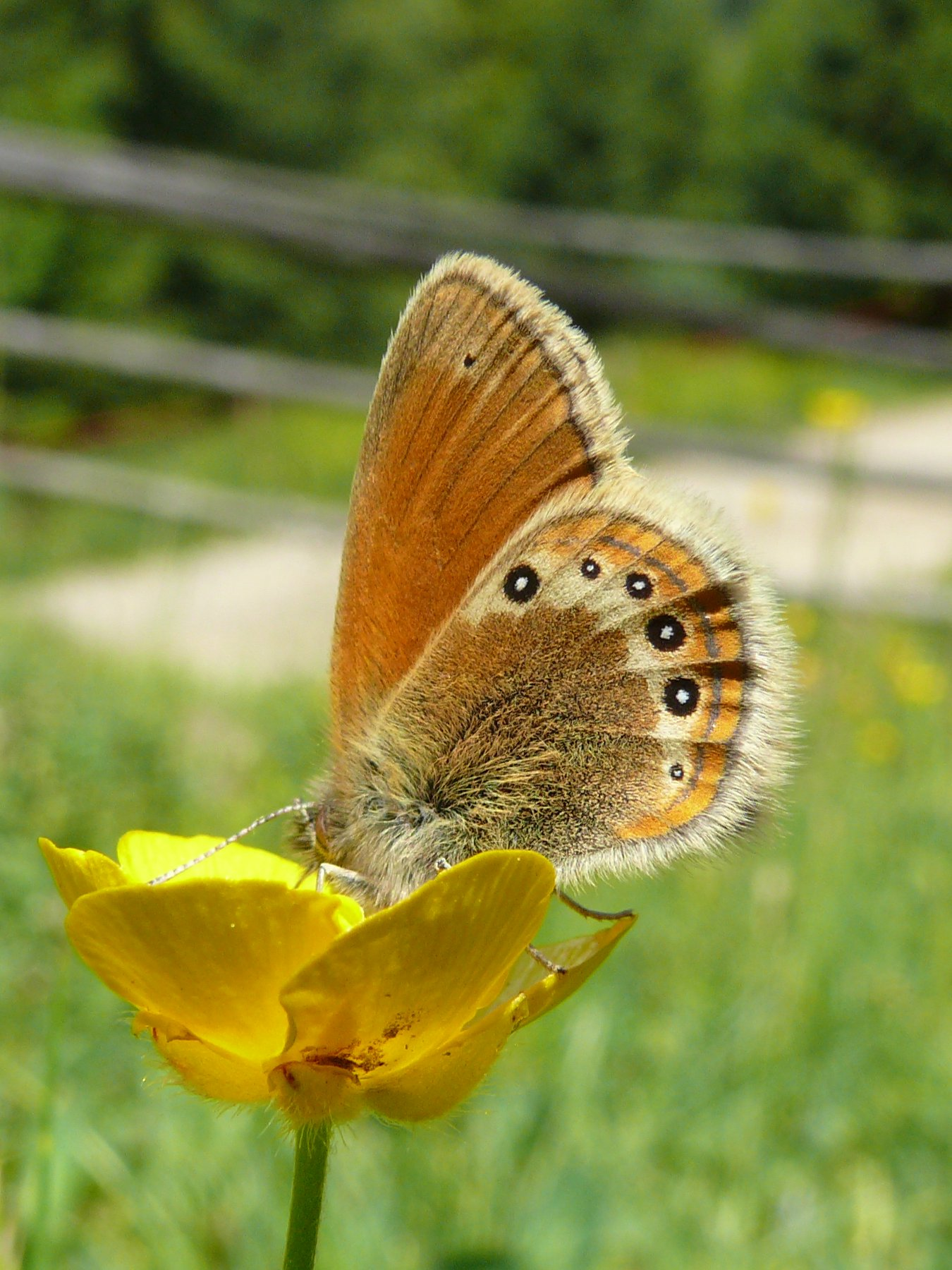
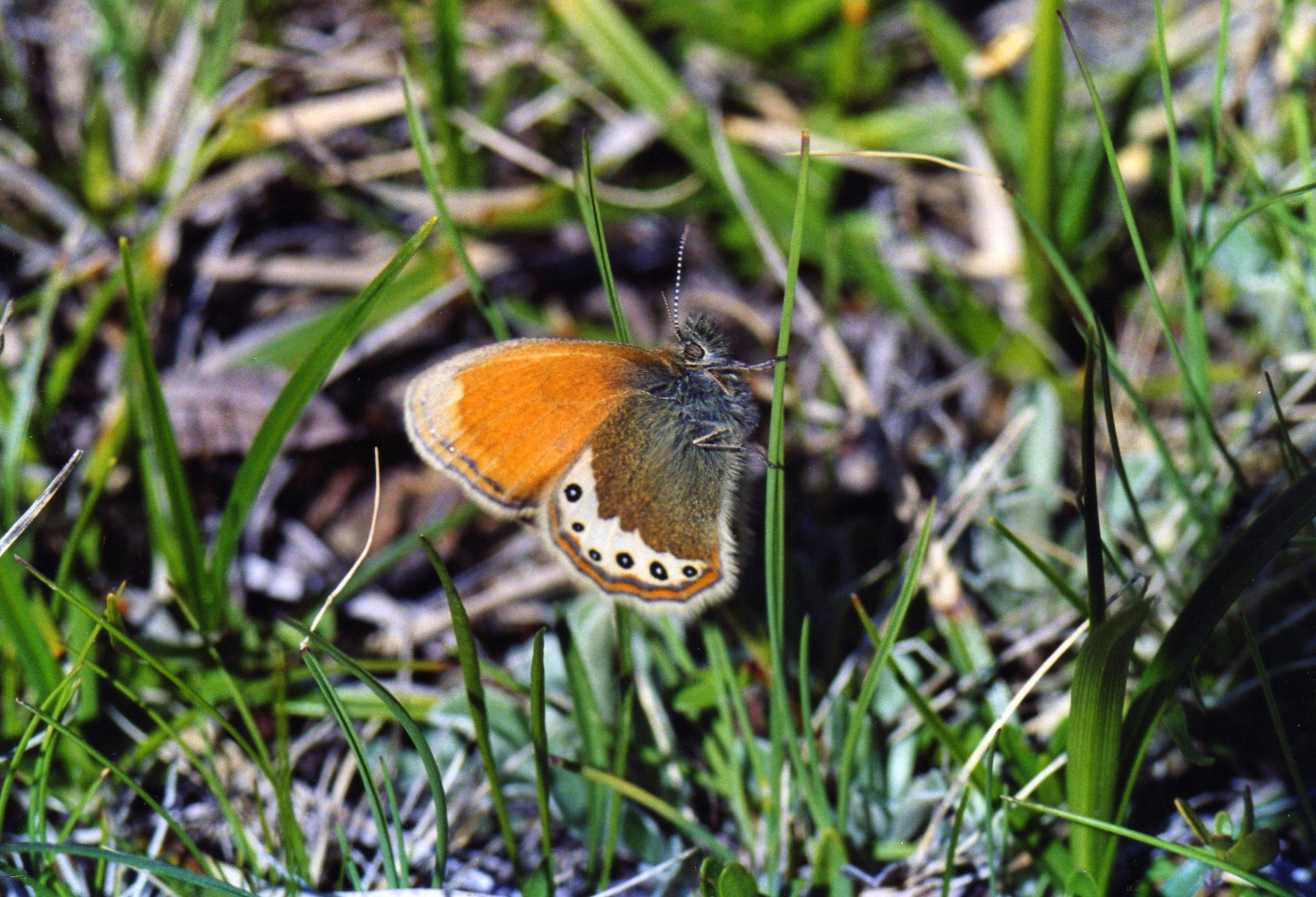